# Permitivitat relativa
| Material                 | εr                                                                 |
| Buit                     | 1 (per definició)                                                  |
| Aire                     | 1,00058986 ± 0,00000050 (en condicions estàndard, per 0,9 MHz)     |
| PTFE/Tefló               | 2,1                                                                |
| Polietilè                | 2,25                                                               |
| Poliimida                | 3,4                                                                |
| Polipropilè              | 2,2–2,36                                                           |
| Poliestirè               | 2,4–2,7                                                            |
| Sulfur de carboni        | 2,6                                                                |
| Paper                    | 3,85                                                               |
| Polímers electroactius   | 2–12                                                               |
| Diòxid de silici         | 3,9                                                                |
| Formigó                  | 4,5                                                                |
| Pyrex (vidre)            | 4,7 (3,7–10)                                                       |
| Cautxú                   | 7                                                                  |
| Diamant                  | 5,5–10                                                             |
| Sal comuna               | 3–15                                                               |
| Grafit                   | 10–15                                                              |
| Silici                   | 11,68                                                              |
| Amoníac                  | 26, 22, 20, 17 (a −80, −40, 0, 20 °C)                              |
| Metanol                  | 30                                                                 |
| Etilenglicol             | 37                                                                 |
| Furfural                 | 42,0                                                               |
| Glicerol                 | 41,2, 47, 42,5 (a 0, 20, 25 °C)                                    |
| Aigua                    | 88, 80,1, 55,3, 34,5 (a 0, 20, 100, 200 °C) per llum visible: 1,77 |
| Àcid hidrofluòric        | 83.6 (0 °C)                                                        |
| Formamida                | 84,0 (20 °C)                                                       |
| Àcid sulfúric            | 84–100 (20–25 °C)                                                  |
| Peròxid d'hidrogen       | 128 aq–60 (−30–25 °C)                                              |
| Àcid hidrociànic         | 158,0–2,3 (0–21 °C)                                                |
| Diòxid de titani         | 86–173                                                             |
| Titanat d'estronci       | 310                                                                |
| Titanat de bari          | 1250–10.000 (20–120 °C)                                            |
| Titanat zirconat de plom | 500–6000                                                           |
| Polímers conjugats       | 1,8-6 fins a 100.000                                               |
| Titanat courat de calci  | >250.000                                                           |

La permitivitat relativa d'un material sota unes certes condicions reflecteix l'extensió sobre la qual concert línies electroestàtiques de flux. En termes tècnics, és la proporció de la quantitat d'energia elèctrica emmagatzemada en un material amb una tensió aplicada, relativa a la quantitat emmagatzemada en el buit. De la mateixa manera, és la proporció de la capacitància d'un condensador que fa servir aquest material com a dielèctric, comparada amb la d'un condensador que fa servir el buit com a dielèctric.
La permitivitat relativa se sol denotar com εr(ω) (de vegades κ o K) i es defineix com:
{\displaystyle \varepsilon _{r}(\omega )={\frac {\varepsilon (\omega )}{\varepsilon _{0}}}}
On ε(ω) és la permitivitat absoluta complexa del material (que depèn de la freqüència) i ε0 és la permitivitat del buit.
La permitivitat relativa és un nombre adimensional que, en general, és un nombre complex. La part imaginària correspont al desplaçament de fase de la polarització P relativa a E i condueix a l'atenuació de les ones electromagnètiques que passen a través del medi. Per definició, la permitivitat relativa del buit és d'1, tot i que hi ha efectes quàntics teòrics que poden modificar aquest valor.
La permitivitat relativa d'un medi està relacionada amb la seva susceptibilitat elèctrica, χe, per la relació εr(ω) = 1 + χe.

Dependència de la permitivitat relativa estàtica de l'aigua respecte la temperatura

## Mesura
La permitivitat estàtica relativa, εr, es pot mesurar per a camps elèctrics estàtics de la següent manera: en primer lloc, es mesura la capacitància d'un condensador de prova amb el buit entre les seves plaques (C0). A continuació, utilitzant el mateix condensador i amb la mateixa distància entre plaques, es mesura la capacitància amb un dielèctric entre aquestes (Cx). La constant dielèctrica relativa es pot calcular llavors com a:

{\displaystyle \varepsilon _{r}={\frac {C_{x}}{C_{0}}}}

Per a camps electromagnètics variants en el temps, aquesta quantitat esdevé dependent de la freqüència.